# بيتر سوهن
بيتر سوهن (بالإنجليزية: Peter Sohn)‏ (من مواليد 23 يناير 1977) هو رسام رسوم متحركة ومخرج وممثل صوتي وفنان القصة المصورة في (استوديوهات بيكسار).

## حياته السابقة
ولد سون في ذا برونكس ونشأ في مدينة نيويورك كان والديه من المهاجرين الكوريين. حضر معهد كالفورنيا للفنون وأثناء وجوده في وظيفة صيفية في العمل في العملاق الحديد لبراد بيرد. بعد تخرجه من المدرسة، عمل في شركة والت ديزني وشركة وارنر ببرذرز. قبل مجيئه إلى بيكسار. تخرج من المدرسة الثانوية عام 1995.

## الحياة العملية
بدأ سوهن حياته المهنية مع بيكسار في أقسام الفن والقصة في البحث عن نيمو. كما عمل أيضًا في أبطال خارقون و خلطة بيطة بالصلصة و وول-ي. قام سون أيضًا بأداء صوت إميل في راتاتويل. ظهر لأول مرة في الإخراج مع الفيلم القصيرغائم جزئيا في عام 2009 والذي كتبه أيضًا. تم تضمين غائم جزئيا في عرض الرسوم المتحركة للعروض في عام 2009. شارك سوهن في إخراج النسخة الإنجليزية من بونيو في عام 2009 مع جون لاسيتر وبراد لويس . 
راسل، الصبي في أب، كان يعتمد على سون  أعرب عن راسل في المقابلة القصيرة، جورج، و «اسفنجي» في جامعة الوحوش.
أخرج سون فيلم الديناصور اللطيف، الذي صدر في نوفمبر 2015. وأعرب أيضا ستيراكوصور شخصية فورست وودباش.  تم تعيين سوهن للتعبير عن شخصية مارفل كومكس جانكي لي في فيلم الرسوم المتحركة من سبايدرمان: إنتو ذا سبايدر-فيرس ، على الرغم من حذف خطوطه في النهاية من الفيلم النهائي. 

## الحياة الشخصية
سوهن متزوج من الفنانة آنا تشامبرز التي التقى بها في معهد كالفورنيا للفنون. 

## الأفلام

### أفلام الرسوم المتحركة
- عملاق الحديد
- البحث على نيمو
- أبطال خارقون
- خلطة بيطة بالصلصة
- وول-ي
- أب (فيلم)
- بونيو
- حكاية لعبة 3
- أسطورة مريدا
- جامعة المرعبين
- قلبا وقالبا
- الديناصور اللطيف
- البحث عن دوري
- كارز 3
- كوكو
- أبطال خارقون 2
- حكاية لعبة 4
- اونورد

#### الأفلام القصيرة والعروض التلفزيونية الخاصة
- فرقة من رجل واحد
- فيوليت
- صديقك الجرذ
- سيارات رسوم متحركة: حكايات ماتر الطويلة
- ليوناردو
- غائم جزئيا
- توي ستوري تونز: زريعة صغيرة
- جامعة الوحوش القصيرة
- قصة لعبة الرعب
- سماش اند جراب
- كيتبول
- وايند
- أوت

#### الاعتمادات الأخرى
| عام  | عنوان      | وظيفة      |
| ---- | ---------- | ---------- |
| 2009 | تريسي      | منشئ مدونة |
| 2015 | وقت مستعار | شكر        |
| 2018 | باو        | شكر خاص    |
| 2019 | خرير الماء | شكر خاص    |

## روابط خارجية
[http://www.imdb.com/name/nm0812307/ بيتر سوهن
] في قاعدة بيانات الأفلام على الإنترنت